# 상황적 성행동
상황적 성행동(狀況的性行動, 영어: Situational sexual behavior)은 원래 자신의 성적 지향과 다르게 단성별 위주로 된 공간이나 자신이 끌리는 성별에 대한 호감 표시가 금기시되는 공간 등에서 다른 성별 대상에게 성적 행동을 보이는 일이다.

## 종류
- 상황적 동성애
- 상황적 이성애

## 같이 보기
- 헤테로플렉시블
- 호모플렉시블
- 잠재된 동성애